# Portela Susã
Portela Susã é uma povoação portuguesa do Município de Viana do Castelo que foi sede da extinta Freguesia de Portela Susã, freguesia que tinha 4,13 km² de área e 597 habitantes (2011), e, por isso, uma densidade populacional de 144,6 hab/km².
A Freguesia de Portela Susã foi extinta (agregada) pela reorganização administrativa de 2012/2013, tendo o seu território sido integrado na então criada União de Freguesias de Subportela, Deocriste e Portela Susã
Tendo desde então sido abandonada pelos dirigentes da freguesia não pertencentes à mesma no que diz respeito a cuidados com a outrora atribuida de "Aldeia mais limpa da Europa".[carece de fontes?]

## História
A pequena Freguesia de Portela Susã do extremo sul do município, assentando em área de planalto, a sua orografia era pouco acidentada embora se ache rodeada por diversas elevações montanhosas, ocupando uma área aproximada de 413 hectares.
A designação toponímica "Portela Susã" aludira talvez a esta circunstância geográfica, com o significado de "passagem" "de baixo"(*),(recorde-se que a noroeste fica Subportela).
Tudo leva a crer que por estas duas freguesias passasse outrora um escaxe importante na via romana, assinalada já no famoso "itinerário" de António Pio como estrada "per loca marítima".
E natural que a fixação de populações nesta freguesia vianense se tenha processado desde tempos muito antigos, nos limites do Couto de Carvoeiro cita-se em 1129, «heremitam de Sancto Salvatore», que poderá ter dado origem a esta freguesia.
Portela Susã foi vigararia da apresentação do mosteiro do Carvoeiro, da ordem Beneditina, já documentado em 1129, do que resta a igreja e a parte residencial construída nos princípios do século XVIII. Portela Susã integrou outrora o antigo Couto de Carvoeiro, cujo abade tinha nela as jurisdições espiritual e temporal. (São Salvador da Portela foi anexa ao Mosteiro de Santa Maria de Carvoeiro em Dezembro de 1441).
O mosteiro de Carvoeiro teve administração directa sobre algumas terras do couto, entre as quais o passal da igreja anexa de Portela Susã composto de vários campos e leiras até a extinção das Ordens Religiosas em 1834, em 17 de Maio de 1839 foi vendido a Adriana Ribeiro de Viana do Castelo, tendo sido depois vendido mais tarde a locais da freguesia.
Portela Susã em 1839 fazia parte do concelho e comarca de Barcelos. A partir de 1852, passou a fazer parte do concelho (atual município) de Viana do Castelo.

## População
| População da freguesia de Portela Susã | População da freguesia de Portela Susã | População da freguesia de Portela Susã | População da freguesia de Portela Susã | População da freguesia de Portela Susã | População da freguesia de Portela Susã | População da freguesia de Portela Susã | População da freguesia de Portela Susã | População da freguesia de Portela Susã | População da freguesia de Portela Susã | População da freguesia de Portela Susã | População da freguesia de Portela Susã | População da freguesia de Portela Susã | População da freguesia de Portela Susã | População da freguesia de Portela Susã |
| -------------------------------------- | -------------------------------------- | -------------------------------------- | -------------------------------------- | -------------------------------------- | -------------------------------------- | -------------------------------------- | -------------------------------------- | -------------------------------------- | -------------------------------------- | -------------------------------------- | -------------------------------------- | -------------------------------------- | -------------------------------------- | -------------------------------------- |
| 1864                                   | 1878                                   | 1890                                   | 1900                                   | 1911                                   | 1920                                   | 1930                                   | 1940                                   | 1950                                   | 1960                                   | 1970                                   | 1981                                   | 1991                                   | 2001                                   | 2011                                   |
| 343                                    | 378                                    | 391                                    | 393                                    | 400                                    | 416                                    | 484                                    | 510                                    | 618                                    | 621                                    | 643                                    | 719                                    | 663                                    | 590                                    | 597                                    |

| Distribuição da População por Grupos Etários | Distribuição da População por Grupos Etários | Distribuição da População por Grupos Etários | Distribuição da População por Grupos Etários | Distribuição da População por Grupos Etários | Distribuição da População por Grupos Etários | Distribuição da População por Grupos Etários | Distribuição da População por Grupos Etários | Distribuição da População por Grupos Etários | Distribuição da População por Grupos Etários |
| -------------------------------------------- | -------------------------------------------- | -------------------------------------------- | -------------------------------------------- | -------------------------------------------- | -------------------------------------------- | -------------------------------------------- | -------------------------------------------- | -------------------------------------------- | -------------------------------------------- |
| Ano                                          | 0-14 Anos                                    | 15-24 Anos                                   | 25-64 Anos                                   | > 65 Anos                                    |                                              | 0-14 Anos                                    | 15-24 Anos                                   | 25-64 Anos                                   | > 65 Anos                                    |
| 2001                                         | 97                                           | 82                                           | 294                                          | 117                                          |                                              | 16,4%                                        | 13,9%                                        | 49,8%                                        | 19,8%                                        |
| 2011                                         | 95                                           | 62                                           | 309                                          | 131                                          |                                              | 15,9%                                        | 10,4%                                        | 51,8%                                        | 21,9%                                        |